# I'm an Albatraoz
I'm an Albatraoz è un singolo del DJ svedese AronChupa, pubblicato l'8 agosto 2014.
Il singolo ha visto la collaborazione vocale della sorella Nora Ekberg (in arte Little Sis Nora), che però non è accreditata. È un brano bilingue: la parte iniziale è in lingua francese, mentre il resto della canzone è in inglese.

## Tracce
1. I'm an Albatraoz – 2:48
2. I'm an Albatraoz (Extended version) – 4:28

## Classifiche

### Classifiche settimanali
| Classifica (2014-15) | Posizione massima |
| -------------------- | ----------------- |
| Australia            | 2                 |
| Austria              | 2                 |
| Belgio (Fiandre)     | 6                 |
| Belgio (Vallonia)    | 4                 |
| Canada               | 8                 |
| Danimarca            | 1                 |
| Finlandia            | 5                 |
| Francia              | 7                 |
| Germania             | 4                 |
| Irlanda              | 48                |
| Italia               | 7                 |
| Norvegia             | 5                 |
| Nuova Zelanda        | 3                 |
| Paesi Bassi          | 2                 |
| Polonia              | 13                |
| Regno Unito          | 25                |
| Repubblica Ceca      | 11                |
| Slovacchia           | 9                 |
| Spagna               | 5                 |
| Svezia               | 1                 |
| Svizzera             | 6                 |

### Classifiche di fine anno
| Classifica (2014) | Posizione |
| ----------------- | --------- |
| Australia         | 82        |
| Austria           | 38        |
| Germania          | 82        |
| Paesi Bassi       | 49        |
| Svezia            | 20        |
| Classifica (2015) | Posizione |
| Australia         | 93        |
| Austria           | 38        |
| Belgio (Fiandre)  | 50        |
| Belgio (Vallonia) | 29        |
| Canada            | 53        |
| Francia           | 60        |
| Germania          | 61        |
| Italia            | 44        |
| Nuova Zelanda     | 50        |
| Russia            | 34        |
| Svizzera          | 51        |
| Ucraina           | 68        |